# Sieben-Schmerzen-Madonna (Ostbevern)

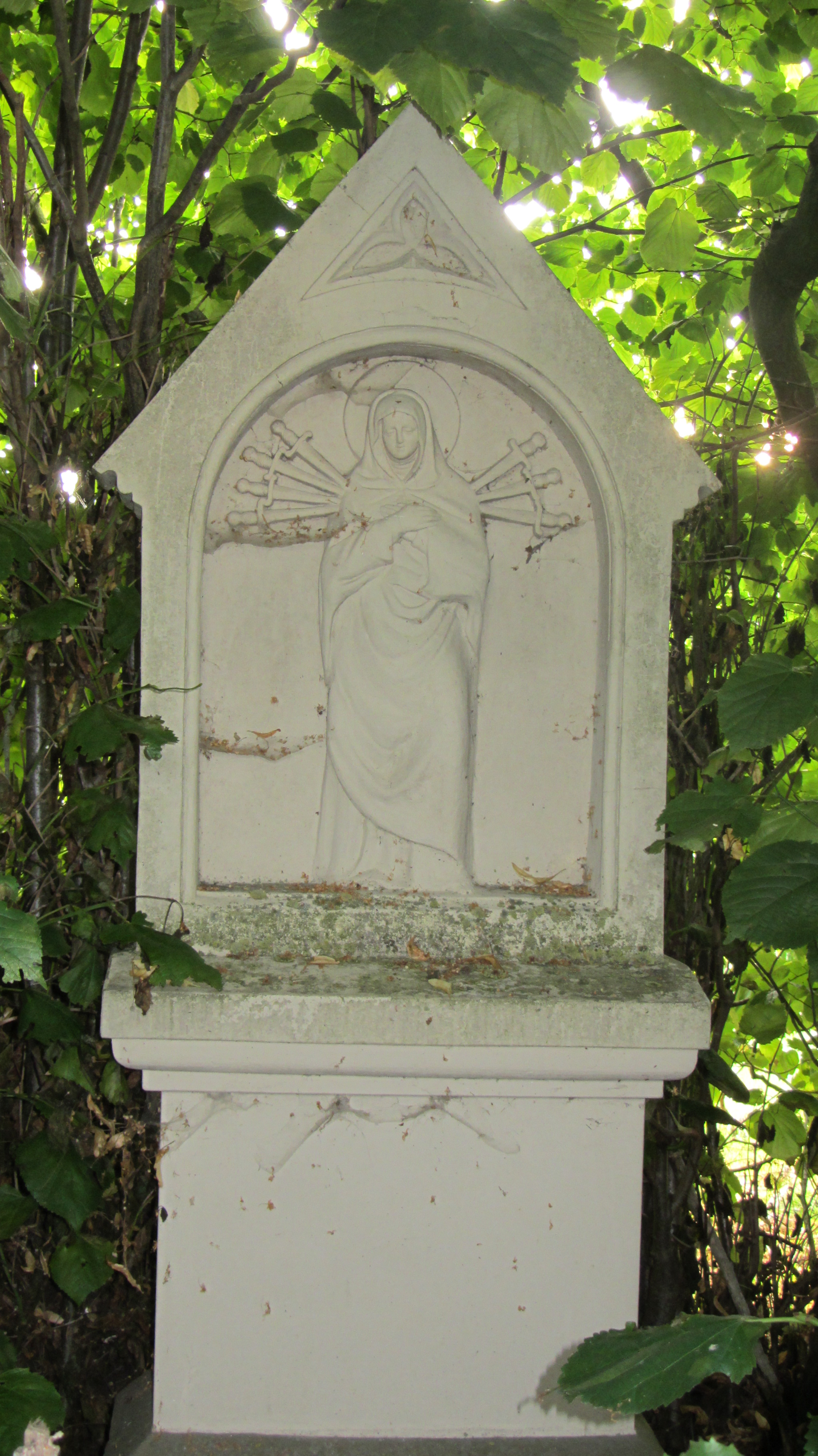
Die Sieben-Schmerzen-Madonna

Die Sieben-Schmerzen-Madonna ist eine Statue in Ostbevern in Nordrhein-Westfalen. Sie stammt aus der Zeit um 1863. Die Statue besteht aus Sandstein und steht seit dem 8. April 2002 unter Denkmalschutz.

## Herkunft
Die Statue steht in der Nähe der Fahrremise des Hofes Köller im Rengering (Schirl 35a). Unklar bleibt, ob sie mit dem Kloster Rengering in Verbindung gebracht werden kann. Man fand jedoch auf dem Hof Kammann in Freckenhorst einen ähnlichen Bildstock, der aus dem Jahr 1863 stammt. Daher vermutet man die gleiche Werkstatt, womit das Kloster Rengering ausgeschlossen ist. Der Bildstock ist seit 1908 im Besitz der Familie Köller. Diese hatten die Besitzung von den Geschwistern Weil, genannt Vogt, erworben. Deren Vorfahr, Moritz Vogt, hatte 1837 den Haupthof aus der Besitzung des Klosters erworben.

## Beschreibung
Das Sandsteinrelief ist 66 cm hoch und von vier Linden umkränzt, die es in den Sommermonaten mit ihrem Laub völlig verdecken. Es ist eine bildliche Darstellung der sieben Schmerzen der Gottesmutter Maria (Mater Dolorosa). Die symbolischen sieben Schwerter des Leidens sind als Attribute hinter der Figur gesetzt und treffen nicht das Herz, wie sonst üblich. Das von einer Gloriole umgebene Haupt Mariens ist nach vorne geneigt; ihre Hände sind kreuzweise auf die Brust gelegt. Durch einen Rundbogen wird das Bild nach oben abgegrenzt. Der äußere Abschluss des ansonsten rechteckigen, 64 cm breiten und 104 cm hohen Reliefs läuft giebelförmig in die Spitze. Zwischen dem Rund- und dem Spitzbogen ist ein Blattmotiv hinterlegt, was die Verwandtschaft mit dem Bildstöcken der zweiten Hälfte des 19. Jahrhunderts belegt.